# Папино (Вологодский район)
Папино — деревня в Вологодском районе Вологодской области.
Входит в состав Кубенского сельского поселения, с точки зрения административно-территориального деления — в Кубенский сельсовет.
Расстояние по автодороге до районного центра Вологды — 32 км, до центра муниципального образования Кубенского — 2 км. Ближайшие населённые пункты — Косая Горка, Бирючево, Окулово, Ширяево, Сумароково, Охлопково, Куровское, Алёшино, Окишево, Погост Воскресенье, Коншино, Погорелово, Деревенцево, Кубенское.
По переписи 2002 года население — 5 человек.